# Ghostbusters: Original Soundtrack Album
Ghostbusters: Original Soundtrack Album es el álbum de banda sonora de la película de 1984 del mismo nombre. Fue publicado el 8 de junio de 1984 por Arista Records. El álbum alcanzó el puesto #6 en el Billboard 200 y fue certificado disco de platino por la Recording Industry Association of America (RIAA). 

## Desarrollo
Al principio, el director de Los Cazafantasmas, Ivan Reitman, y Elmer Bernstein discutieron la idea de que la película presentaría música popular en puntos específicos para complementar la partitura original de Bernstein. Esto incluyó «Magic» de Mick Smiley, que se reproduce durante la escena en la que los fantasmas son liberados de la sede de los Cazafantasmas. El tema principal de Bernstein para los Cazafantasmas fue reemplazado más tarde por «Ghostbusters» de Ray Parker, Jr. A Bernstein personalmente no le gustó el uso de estas canciones, particularmente «Magic», pero dijo: “es muy difícil discutir con algo como [«Ghostbusters»], cuando está entre los diez primeros en las listas”. La banda sonora también incluye dos pistas de la música cinematográfica de Elmer Bernstein para la película.
Se requirió música para un montaje en medio de la película, y «I Want a New Drug» de Huey Lewis and the News se utilizó como marcador de posición temporal debido a su tempo apropiado. Más tarde, Reitman conoció a Parker Jr., quien desarrolló «Ghostbusters» con un riff similar para combinar con el montaje. Había aproximadamente entre 50 y 60 temas diferentes desarrollados para Los Cazafantasmas por diferentes artistas antes de la participación de Parker Jr., aunque ninguno se consideró adecuado. Se contactó a Huey Lewis para que compusiera el tema de la película, pero ya estaba comprometido a trabajar en la banda sonora de Back to the Future.

## Lista de canciones
| Edición estándar |                                   |                                         |                 |          |  |
| N.º              | Título                            | Escritor(es)                            | Artista         | Duración |  |
| 1.               | «Ghostbusters»                    | Ray Parker, Jr.                         | Ray Parker, Jr. | 4:03     |  |
| 2.               | «Cleanin' Up the Town»            | Brian O'Neal Kevin O'Neal               | The BusBoys     | 2:58     |  |
| 3.               | «Savin' the Day»                  | Bobby Alessi Dave Immer                 | Alessi Brothers | 3:21     |  |
| 4.               | «In the Name of Love»             | Tom Bailey                              | Thompson Twins  | 3:18     |  |
| 5.               | «I Can Wait Forever»              | Graham Russell David Foster Jay Graydon | Air Supply      | 5:07     |  |
| 6.               | «Hot Night»                       | Diane Warren The Doctor                 | Laura Branigan  | 3:18     |  |
| 7.               | «Magic»                           | Mick Smiley                             | Mick Smiley     | 4:18     |  |
| 8.               | «Main Title Theme (Ghostbusters)» | Elmer Bernstein                         | Elmer Bernstein | 2:58     |  |
| 9.               | «Dana's Theme»                    | Bernstein                               | Elmer Bernstein | 3:30     |  |
| 10.              | «Ghostbusters» (instrumental)     | Parker                                  | Ray Parker, Jr. | 4:47     |  |

## Posicionamiento

### Gráfica semanal
| Gráfica (1984–85)                        | Pico de posición |
| ---------------------------------------- | ---------------- |
| Alemania (Offizielle Top 100)            | 30               |
| Argentina (CAPIF)                        | 1                |
| Australia (Kent Music Report)            | 11               |
| Canadá (RPM Top Singles)                 | 6                |
| Estados Unidos (Billboard 200)           | 6                |
| Estados Unidos (Cash Box Top 100 Albums) | 6                |
| Europa (European Top 100 Albums)         | 27               |
| Francia (SNEP)                           | 9                |
| Italia (Musica e dischi)                 | 18               |
| Japón (Cash Box of Japan Top Ten LPs)    | 3                |
| Japón (Oricon Albums Chart)              | 2                |
| Noruega (VG-lista)                       | 15               |
| Nueva Zelanda (Recorded Music NZ)        | 18               |
| Reino Unido (UK Albums Chart)            | 24               |
| Suecia (Sverigetopplistan)               | 13               |
| Suiza (Schweizer Hitparade)              | 16               |

### Gráfica de fin de año
| Gráfica (1984)                               | Pico de posición |
| -------------------------------------------- | ---------------- |
| Australia (Kent Music Report)                | 65               |
| Canadá (RPM Top Albums/CDs)                  | 27               |
| Estados Unidos (Billboard 200)               | 69               |
| Estados Unidos (Billboard Soundtrack Albums) | 5                |
| Estados Unidos (Cash Box Top 100 Albums)     | 32               |
| Japón (Oricon Albums Chart)                  | 38               |

| Gráfica (1985) | Pico de posición |
| -------------- | ---------------- |
| Francia (SNEP) | 35               |

## Certificaciones y ventas
| País                  | Certificación | Ventas    |
| --------------------- | ------------- | --------- |
| Canadá (Music Canada) | Platino       | 100,000   |
| Estados Unidos (RIAA) | Platino       | 1,000,000 |
| Francia (SNEP)        | Oro           | 100,000   |
| Reino Unido (BPI)     | Oro           | 100,000   |